# Van Heuven Goedhart-Penning
De Van Heuven Goedhart-Penning is een prijs die eens in de twee jaar door de Stichting Vluchteling wordt toegekend aan iemand die zich heeft ingezet voor vluchtelingen en ontheemden. De penning wordt op even jaren uitgereikt op Wereldvluchtelingendag (20 juni). Bij de VHG-penning gaat (in 2014) een cheque van  €50.000,- die de winnaars naar eigen inzicht kunnen besteden aan projecten in hun regio.
De prijs is vernoemd naar Gerrit Jan van Heuven Goedhart, die de eerste hoge commissaris voor de Vluchtelingen (UNHCR) bij de Verenigde Naties was, van 1951 tot 1956.

## Prijswinnaars
- 2014: De uit Syrië gevluchte artsen Mohammad Abdul Hakim Al Smadi en Mahmoud Ahmad Al Dyab voor hun werk in Jordanië voor Physicians for Human Rights
- 2012: Saw Win Kyaw (Birmese rugzakdokter)
- 2010: Denis Mukwege (Congolese ziekenhuisdirecteur)
- 2006: Elkin Rumaldo Ramos Amaya ( Artist of Colombia)
- 2004: Karak Mayik Nyok (vredestichtster in Sudan)
- 2001: Cynthia Maung (Birmese vluchtelingendokter)